# BTVカップ
BTVカップ (英語: Binh Duong Television Cup、ビンズオンテレビカップ) はVリーグを主催するベトナムプロフェッショナルフットボール (VPF) が主催し、ベトナムのビンズオン省で行われるサッカークラブの親善大会である。

## 概要
ビンズオンFCの本拠地ゴーザウ・スタジアムを使用し、各国のサッカークラブを招待して行われる。サッカークラブを招待して行われることが多いが、過去にはアンダー世代の各国代表を招待したこともある。
参加8チームは2組に分かれ、各グループラウンドロビン方式で3試合を戦う。上位2チームが準決勝に進出し、準決勝の勝者が決勝を戦う。準決勝の敗者は3位決定戦を戦う。
2011年のBTVカップの賞金は優勝クラブが20,000USドル、準優勝クラブが10,000ドル、3位クラブが5,000ドルとなっている。

## 歴代成績
| 1999 | カン・サイゴン       | ?            | ?                  | ?                      | ?      | ?                    |
| 2002 | ビンズオン           | ?            | ?                  | ?                      | ?      | ?                    |
| 2003 | ビンズオン           | 1-0          | ドンタム・ロンアン | クルン・タイ・バンク   | 2-0    | ドンAバンク          |
| 2004 | ドンタム・ロンアン   | 3-1          | 水原FC             | ビンズオン             | 非開催 | マツバラ             |
| 2005 | ビンズオン           | 1-0          | ドンタム・ロンアン | タンピネス・ローバース | 3-1    | ダナンFC             |
| 2006 | 釜山九徳             | 3-2          | ビンズオン         | ビンディン             | 3-1    | ドンタム・ロンアン   |
| 2007 | マツバラ             | 1-1 (4-3 PK) | ドンタム・ロンアン | 大田シチズン           | 3-1    | ダナンFC             |
| 2008 | ダナンFC             | 3-3 (4-2 PK) | ビンズオン         | マツバラ               | 7-2    | 高麗大学校FC         |
| 2009 | ドゥケ・デ・カシアス | 2-1          | ドンタム・ロンアン | シマン・ハイフォン     | 3-1    | ビンズオン           |
| 2010 | ドンタム・ロンアン   | 1-0 aet      | マツバラ           | ビンズオン             | 2-1    | ヴィケム・ハイフォン |
| 2011 | マツバラ             | 2-0          | ビンズオン         | サイゴンFC             | 1-0    | ヴィラ・ウガンダ     |
| 2012 | ビンズオン           | 2-0          | U-22ベトナム代表   | グレミオ・バルエリ     | 4-0    | スアンタン・サイゴン |
| 2013 | ビンズオン           | 1-0          | U-23ベトナム代表   | バングー               | 6-1    | 高麗大学校選抜       |

## 招待参加クラブ
| - ビンズオンFC 1999-2012 - ドンタム・ロンアン 2003-2010, 2013 - ビンズオン選抜 2013 - ソンラム・ゲアン 2003 - ドンAバンク 2003 - ハイフォンFC 2003, 2008-2010 - ダナンFC 2005-2009, 2012 - カン・サイゴン 1999, 2005 - ビンディンFC 2006 - ホアンアイン・ザライFC 2007 - カトコ・カンホアFC 2010 - U-23ベトナム代表 2012, 2013 - ドンナイFC 2013 - マツバラ 2004, 2006-2008, 2010-2011 - ドゥケ・デ・カシアス 2009 - グレミオ・バルエリ 2012 - バングー 2013 - カンボジア・オリンピックFC 2003 - 廈門藍獅 2005 - 武漢光谷 2006 - 大連実徳 2007 - 重慶力帆 2009 - エトワールFC 2010 - REACスポルティスコラ 2013 - U-20インドネシア代表 2004 - セメン・パダン 2013 - アビスパ福岡 2012 | - ラオス 2003 - MCTPC 2004 - U-21マレーシア代表 2004 - ニュー・ラディアントSC 2008 - タンピネス・ローバースFC 2005 - ウッドランド・ウェリントンFC 2006 - アルトメディア・ペトルジャルカ 2009 - 水原FC 2004 - 蔚山現代尾浦造船 2005 - 釜山交通公社FC 2006 - 大田シチズン 2007 - 高麗大学校FC 2008, 2013 - クルン・タイ・バンクFC 2003 - オーソットサパー 2004 - ブリーラムPEA 2005 - チョンブリーFC 2007, 2010, 2012 - カンパラ・シティ 2009 - エクスプレスFC 2010, 2012 - ヴィラ・ウガンダ 2011 - 湘南ベルマーレ 2016 |